# Franco Capuana
Franco Capuana (ur. 29 września 1894 w Fano, zm. 10 grudnia 1969 w Neapolu) – włoski dyrygent.
Był związany z Teatro di San Carlo w Neapolu (1930) i mediolańską La Scalą (w 1937). W 1940 wystąpił w genueńskim Teatro Carlo Felice, gdzie wystawiono operę Giorgio Federico Ghediniego La pulce d'oro. Wystąpił w Royal Opera House w 1946.

## Znane nagrania
- Giacomo Puccini – Dziewczyna ze Złotego Zachodu, z Orchestra dell'Accademia Nazionale di Santa Cecilia i chórem, soliści: Renata Tebaldi (sopran), Mario del Monaco (tenor), Cornell MacNeil (baryton), Piero de Palma (tenor), Silvio Maionica (bas), Giorgio Tozzi (bas), Dario Caselli (bas), Biancamaria Casoni (mezzosopran).
- Giuseppe Verdi – Aida, soliści: Leyla Gencer (sopran), Carlo Bergonzi (tenor), Fiorenza Cossotto (mezzosopran), Anselmo Colzani (baryton)